# Navel (zaad)

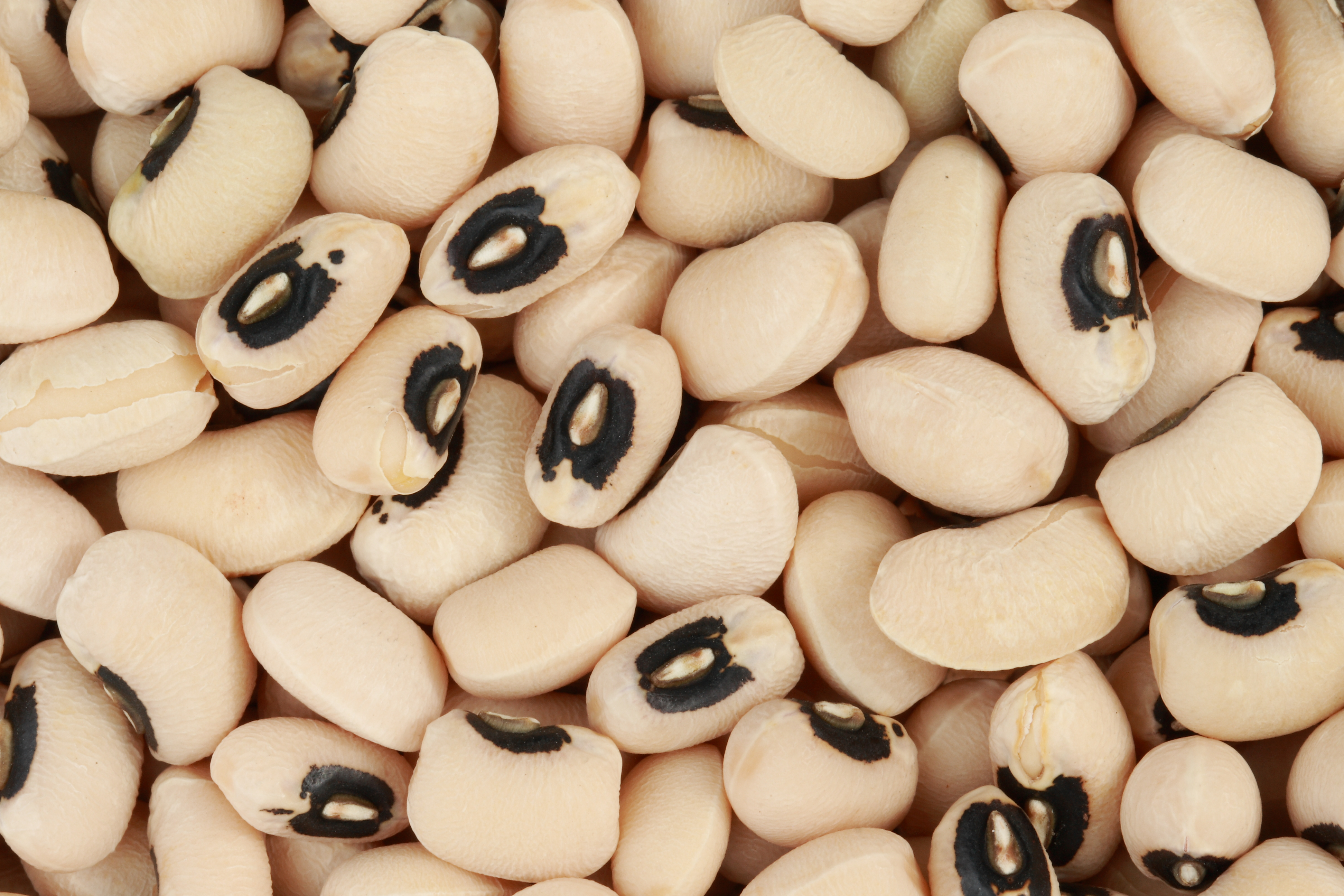
Ogen op bonen

De navel of het hilum is een litteken dat achterblijft op het zaad op de plaats waar het aan de zaadlijst heeft vastgezeten. Bij bonen wordt het hilum ook wel het 'oog' genoemd. De vorm, grootte, plaats en kleur van het hilum zijn belangrijke elementen voor het determineren van zaad.
In sommige zaden loopt er een rand rond het hilum. Ook kan er een korte richel (de 'raphe') van het hilum vandaan lopen, die gevormd wordt doordat de zaadstengel plaatselijk met de zaadhuid vergroeid is. De kiemopening bevindt zich meestal dicht bij het hilum.
Bij sommige planten (bijvoorbeeld witte klaver, rode klaver en boomlupine) kan het hilum onder bepaalde omstandigheden vocht doorlaten, en zo bijdragen aan de vochtregulering in het zaad.